# 경제해방투사

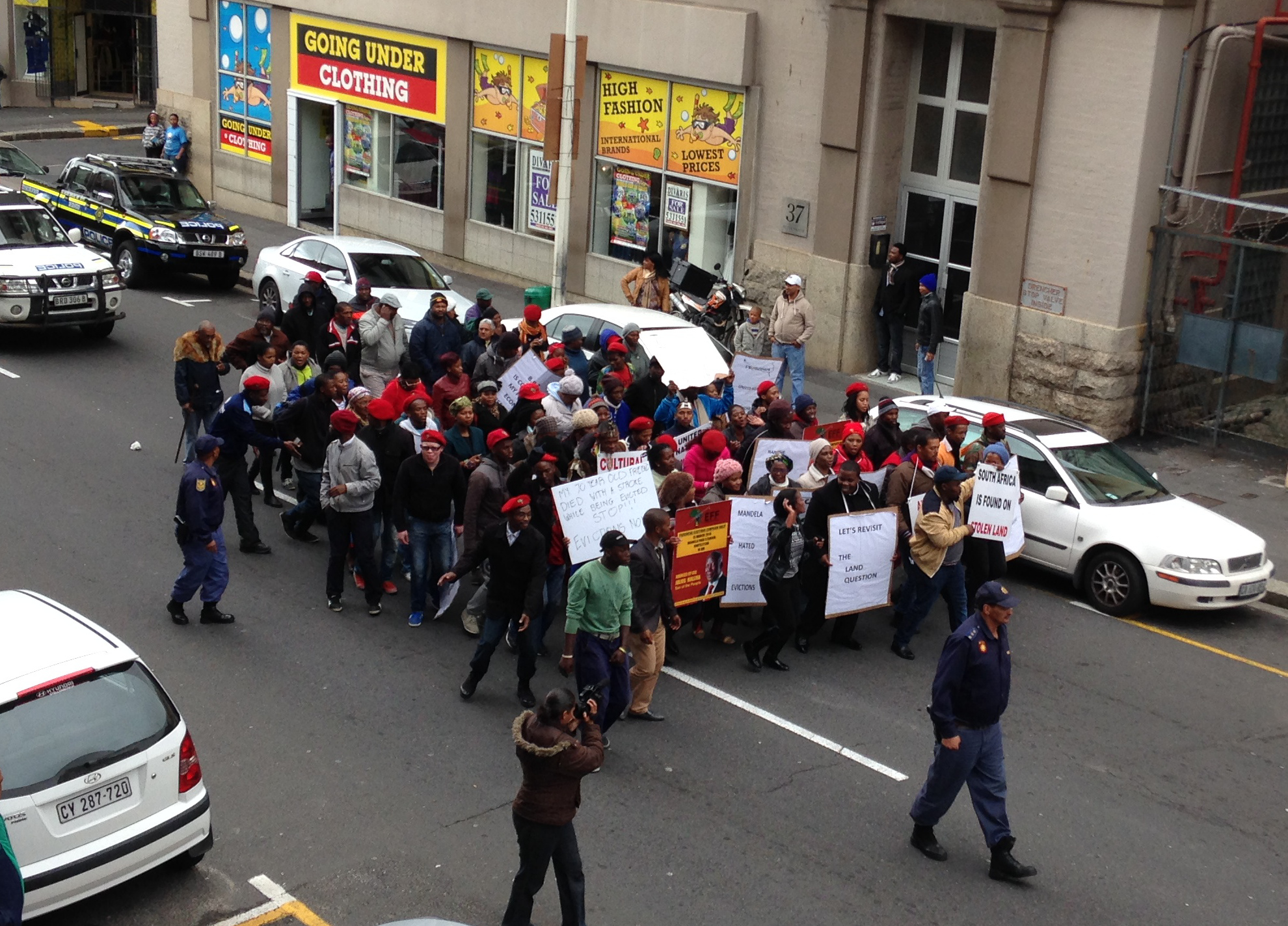
만델라의 날을 기념하여, 경제해방투사 당원들의 7월 18일 거리 행진

경제해방투사(經濟解放鬪士, 영어: Economic Freedom Fighters)는 남아프리카 공화국의 공산주의 정당이다. 마르크스-레닌주의, 범아프리카주의, 흑인 민족주의, 좌익 대중주의 성향으로 묘사된다.

## 역사, 이념
경제해방투사는 여러 사회주의 이념을 포괄한 단체로 시작한 아프리카 민족회의 청년 동맹의 리더였던 줄리어스 말레마가 집권당인 아프리카 민족회의의 급진적이지 못한 사회민주주의 정책에 반발해 이탈하여 경제해방투사를 창당하였다. 경제해방투사는 마르크스-레닌주의를 최고 이념으로 삼고있으며, 당수 이름은 '최고 사령관'으로 당원과 당 간부들이 모두 붉은 베레모를 입는 등 군사조직과 비슷한 체계를 갖추고 있으나 별도의 군사조직이 존재하지는 않는다. 이들은 가난한 흑인 계층의 대변자를 자처하며 백인 기득권 자본가들에 대한 엄벌을 주장하는데, 백인과 인도계에 대한 인종차별을 조장하는 발언을 반복하여 우려를 낳고 있다. 줄리어스 말레마는 가두연설에서 "보어인을 쏘아죽여라" 라는 노래를 부르거나 로버트 무가베 사후 "믿을 수 있는 백인은 죽은 백인 뿐이다"라는 그의 말을 인용하는 등 노골적인 행보를 보여 왔다.
아프리카 민족회의의 부정부패에 실망하고 아파르트헤이트 시대를 겪지 않은 빈곤한 젊은 흑인들이 주로 지지하고 있으며
2014년 5월에 실시한 총선에서 하원 400석 가운데 25석(득표 비율 6.35%)을 차지했다.